# Garcíez
Garcíez es una localidad situada en la provincia de Jaén, España. Desde 1975 forma parte del municipio de Bedmar y Garcíez.

## Historia
La zona fue habitada desde hace largo tiempo. Ya desde el siglo V a. C. se explotaba en las minas de Garcíez (entonces Lersa) el hierro. Con él se comerció con fenicios, griegos y cartaginenses; posteriormente fueron explotadas por Roma.
Con la llegada árabe, se construyó en el siglo IX un castillo junto al río Cuadros, que fue conquistado en 1231 por el arzobispo de Toledo, Rodrigo Ximénez de Rada, en nombre de Fernando III. El arzobispo pidió que Garcíez se incluyera en el Arzobispado de Toledo, pero el 18 de mayo de 1231 se decretó que dependiera jurídicamente del Obispado de Baeza, lo que dio lugar a un litigio. En 1334, el Rey Alfonso XI otorgó a Garcíez el título de Villa y, en 1371, Enrique II confirmó la concesión.
En el siglo XV, la ya villa de Garcíez se trasladó, por motivos de salubridad, alejándola del río hacia el altozano en que se encuentra. En 1975, por Decreto de 16 de octubre, se fusionó con el pueblo de Bedmar, a petición de éste, formando el municipio de Bedmar y Garcíez.
Desde el 30 de diciembre de 2003, la villa de Garcíez se ha semi-separado del ayuntamiento de Bedmar formando la Entidad Local Autónoma de Garcíez.

## Simbología

### Escudo
Armas del linaje del señorío de Quesada: tres bandas de gules con dieciséis armiños en campo de plata y por orla "POTIUS MORI QUAN FAEDARI" sobre oro y corona real cerrada.

## Geografía humana

### Demografía
| Gráfica de evolución demográfica de Garcíez entre 1842 y 1970 |
| |
| Población de derecho según los censos de población del INE Población de hecho según los censos de población del INEEntre el censo de 1981 y el anterior, este municipio desaparece porque se agrupa en el municipio 23902 (Bedmar y Garcíez) |

## Fiestas
Las principales fiestas locales son:
- San Marcos (25 de abril). Según cuenta la tradición en la Edad Media tuvo lugar una fuerte sequía a la que siguió tiempos de hambre, así pues fue sacado el santo por los campos de los alrededores, los bendijo y, milagrosamente, desapareció el problema. Desde entonces, cada 25 de abril el santo, patrón de Garcíez, es procesionado a hombros por la gente de la localidad para que bendiga los campos.
- Santísimo Cristo de las Injurias (26 de abril). Considerado como el segundo patrón de la localidad
- Ntra. Sra de la Asunción (15 de agosto).
- Fiesta para los Cazadores (12 de octubre).